# ベズヴァル・ベズヴァルソン
ベズヴァル・ベズヴァルソン（Böðvar Böðvarsson 、1995年4月9日 - ）は、アイスランド・ハフナルフィヨルズゥル出身のプロサッカー選手。ヘルシンボリIF所属。ポジションは、ディフェンダー。

## クラブ歴
2018年2月5日、ヤギエロニア・ビャウィストクと3年半契約を結んだ。

## 代表歴
U-19代表とU-21代表チームでプレーした後、2017 チャイナ・カップの中華人民共和国代表戦でA代表デビューを果たした。